# Corte d'appello del Minnesota
La Corte d'appello del Minnesota (in inglese Minnesota Court of Appeals) è la corte d'appello dello stato del Minnesota. Essa ha iniziato ad operare il 1º novembre 1983. È ospitata nel Minnesota Judicial Center di Saint Paul.

## Competenza
La Corte d'appello si occupa della maggior parte degli appelli, provenienti dalle corti di Stato, e di molte decisioni delle agenzie e dei governi locali. Gli unici appelli che fanno eccezione sono quelli riguardanti le elezioni contestate, casi di omicidio di primo grado, appelli riguardanti le tasse e quelli della Corte d'appello dei compensi dei lavoratori. Questi appelli vanno direttamente alla Corte suprema del Minnesota.
Circa il 5% delle decisioni della Corte d'appello ottengono un'ulteriore revisione da parte della Corte suprema.

## Procedura
Secondo la legge dello Stato del Minnesota, la Corte d'appello deve emettere una decisione almeno 90 giorni dopo l'argomentazione orale. Tale termine è il più breve imposto su qualsiasi tribunale d'appello della nazione. Il giudice deve velocizzare le decisioni sui casi di affidamento dei minori, sulla salute mentale e altre questioni in cui le parti richiedano l'accelerazione della risposta.